# 命運
命運，由命和運兩字組合成的字詞，是指生命的經歷。命指生命，運即經驗歷程。宿命論者相信命運不可改寫，自由意志論相信命運決定在自己手上。
一些看法認為，人不可窺探与預知命運，命運存在于任何角落，只是無法接觸。命運是個人主观意识觀念，也可以是泛指人類生命經驗的歷史。另外研究並不支持算命等作法可以預測命運。像例如一項始於1958年、針對2000多名在英國倫敦一帶出生且出生時間彼此只差幾分鐘的人做的長期追蹤研究顯示，這些人彼此間在性格、職業、智能、焦慮等級、各項技能能力各方面的表現，皆不相似，而根據占星術理論，這些人在這些方面應該彼此會非常相似；另外對於700多名占卜師的研究顯示，儘管這些占卜師對自己的預測相當有自信，但他們的預測結果並不優於亂猜所得到的結果。

## 理论觀點

### 哲學上對自由意志的爭辯
傳統的機械论認為宇宙初始时“因”已确定，而相应的“果”自然就限定了。比如掷出一个骰子，虽然还没有落地，但是结果实际上已经由出手那一瞬间的速度、角度、风速、温湿度等外部因素所决定。无论是骰子、星体的运行，还是人类的思想感情，莫不受各种自然规律的制约。这一切都源于宇宙形成之初的初始条件。因此人的命运实际上也是确定的。
與機械論相對地，有觀點認為，因為人類有自由意志，可以在眾多選擇中，選出最有利於個體生存的方式，不同的個體因為不同的生活背景，而有不同的觀念，因此即使是相同的脈絡下，也會有總總的選擇差異，因此命運也就大不相同。許多和腦部相關的病兆可能被稱為自由意志的混亂。強迫症病患會感覺到自己被迫去做違反個人意志的事情，像是一天洗手數十至數百次，認為這種慾望是自己所欲，但似乎卻在本質地和他的個人意志背道而馳。成癮症也會經常去做違反個人意志的事情。情緒病患者則難以自由控制自己情緒。妥瑞症（Tourette）和相關症狀的患者，會不自主地說話和運動，像是痙攣、抽搐。在美國電影Dr. Strangelove上映之後也稱為「奇愛博士症」的異手症，其患者會做出一些有意義的動作，卻沒有做這些事情的意圖，像是午夜時分的睡眠中，突然雙手掐住自己的脖子。
雖然說一些人認為人類有自由意志，可以在眾多選擇中，選出最有利於個體生存的方式，不同的個體因為不同的生活背景，而有不同的觀念，因此即使是相同的脈絡下，也會有總總的選擇差異，因此命運也就大不相同；然而在哲學上，自由意志是否存在是一個受到爭辯的主題。「形而上的自由」是否存在有許多不同看法，問題在於人們是否有能力做真正不同的選擇。
決定論認為所有的事件，必然為先前某種因素造成的結果。
不相容論認為決定論與自由意志兩者沒有緩衝餘地。強硬決定論則同時接受決定論和不相容論，拒絕相信人有自由意志。
與強硬決定論相反的是自由意志論，認為人有形而上的自由因此排斥決定論。非決定論是一種自由意志論認為人們俱備自由意志，且由它主控的行動不是某個因素的必然結果。致動理論是一種自由意志論認為決定論或非決定論中的選擇是錯誤二分法，與其於意志不是某個因素的結果，致動理論認為自由意志下的行動是「行動者的因果關係」的案例：由一個行動者（人身、自我）引發一個結果。自由意志論是一種獨特的哲學思維，和經濟或政治理論上的自由意志論有所分別，為了避免混淆，形而上學的自由意志論有時被稱為唯意志論。
相容論認為在決定論的世界中自由意志依然存在，相容論者或許將自由意志定義為由內在因素，像是想法、信念和慾望等等所引發，同時接受決定論和相容論的哲學思想則稱為溫和決定論。

### 物理研究上的因果與不確定性
物理中原因的概念在信息的语境中出现，信息将原因同其效果联系起来。正式地说，可以预计信息不能比光速更快，否则，就可能在某个参照系（使用狭义相对论的洛伦兹变换）中观察者可以看到结果先于原因（即违反因果律的假定）。
原因的概念也出现在物质-能量流动的相对语境中（物质-能量流动被通常认为和信息流动相联系）。例如，很常见的是，利用因果律来声称波（如电磁波）的群速度不能超过光速。
非正式的场合中，物理学家使用因果关系一词和普通人所说的该词没什么差别。例如，在物理理论中，一些物理学家会说力导致了运动的改变（或加速）。然而，严格说来，这并非因果律的正式理论。因果关系并不内在隐含于运动公式中，而是假定作为一个额外的需要满足的限制条件，也即，原因总是先于效果。这一限制有数学上的意义，例如克拉莫-克若尼關係式。
此外，如上所言，傳統的機械论認為宇宙初始时“因”已确定，而相应的“果”自然就限定了。比如掷出一个骰子，虽然还没有落地，但是结果实际上已经由出手那一瞬间的速度、角度、风速、温湿度等外部因素所决定。无论是骰子、星体的运行，还是人类的思想感情，莫不受各种自然规律的制约。一個與之相關的哲學概念是拉普拉斯惡魔，就是一個知道宇宙中每個原子確切的位置和動量，能夠使用牛頓定律來展現宇宙事件的整個過程，包括過去以及未來的智者。
近來量子力學的發展，使得不確定性成為了物理的一部分。測不準原理表明，粒子的位置與動量不可同時被確定，位置的不確定性越小，則動量的不確定性越大，反之亦然。:引言對於不同的案例，不確定性的內涵也不一樣，它可以是觀察者對於某種數量的信息的缺乏程度，也可以是對於某種數量的測量誤差大小，或者是一個系綜的類似製備的系統所具有的統計學擴散數值。:第1節愛因斯坦相信定域實在論，他拒絕接受量子的非決定論，他一直在尋找一個解釋從而能夠不遵守不確定性原理，並因此爆發了玻爾-愛因斯坦之爭；之後在1935年，作為對不確定性質疑的一部分，愛因斯坦、鮑里斯·波多爾斯基、納森·羅森共同發表了EPR佯謬，分析兩個相隔很遠粒子的量子糾纏現象。愛因斯坦發覺，測量其中一個粒子A，會同時改變另外一個粒子B的機率分佈，但是，狹義相對論不允許信息的傳播速度超過光速，測量一個粒子A，不應該瞬時影響另外一個粒子B。這個悖論促使波耳對不確定性原理的認知做出很大的改變，他推斷不確定性並不是因直接測量動作而產生。從這思想實驗，愛因斯坦獲得寓意深遠的結論。他相信一種「自然基礎假定」：對於物理實在的完備描述必須能夠用定域數據來預測實驗結果，因此，這描述所蘊含的信息超過了不確定性原理（量子力學）的允許範圍，這意味著或許在完備描述裏存在了一些定域隱變量，而當今量子力學裏並不存在這些定域隱變量，他因此推斷量子力學並不完備。
然而在1964年，約翰·貝爾對愛因斯坦的假定提出質疑。他認為可以嚴格檢驗這假定，因為，這假定意味著幾個不同實驗所測量獲得的機率必須滿足某種理論不等式。依照貝爾的提示，實驗者做了很多關於這悖論的實驗，獲得的結果確認了量子力學的預測，因此似乎排除了定域隱變量的假定。但這不是故事的最後結局。雖然，仍可假定「非定域隱變量」給出了量子力學的預測。事實上，大衛·波姆就提出了這麼一種表述。對於大多數物理學家而言，這並不是一種令人滿意的詮釋。他們認為量子力學是正確的。因為經典直覺不能對應於物理實在，EPR佯謬只是一個悖論。EPR佯謬的意義與到底採用哪一種詮釋有關。哥本哈根詮釋主張，測量這動作造成了瞬時的波函數塌縮。但是，這並不是瞬時的因果效應。測量這動作只涉及到對於物理系統的定量描述，並沒有涉及到整個物理系統。多世界詮釋主張，測量動作只會影響被測量粒子的量子態，因此定域性相互作用嚴格地被遵守。採用多世界詮釋，可以對貝爾提出的質疑給予解釋。而貝爾否定定域隱變量的理論，即是所謂的貝爾定理，其核心是貝爾不等式。

### 生物學上對自由意志的研究
除了哲學上對於自由意志的本質、以及人是否有自由意志的爭辯外，近來對人類大腦的研究結果，也讓一些人對人類是否有自由意志這件事產生了質疑。柏林计算神经科学伯恩斯坦中心的海恩斯（Haynes），旧金山加州大学的本杰明·利貝特（Benjamin Libet），以及洛杉矶加州大学和以色列特拉维夫医学中心的神经学家和外科医生伊扎克·弗雷德（Itzhak Fried）等人，都通过脑部扫描观测发现，早在参与者产生选择的意识之前，大脑就有了活动。也就是说，事物的运行在他们进入人的意识之前就已经被决定了。决定的意识是在决定产生之后才产生的。
美國生理學家利貝特（Benjamin Libet）在一批「什麼時候想按就可按下按鈕」的受試者腦電圖中發現，在這些人意識到他們做出決定前的半秒鐘，腦中運動皮質就已經興奮起來。後續的研究將皮質下腦區的興奮，與出現知覺意識之間的時間，拉長到整整7~10秒鐘。新的研究發現，根據一群256個神經元的活性，能讓科學家在受試者自己曉得要做什麼選擇之前，就能得出預測，準確度達80%。例如在意識到自己會點什麼菜之前，腦中某些部位很有可能已經做了決定。
然而後續的研究使得一些人認為人類可能有某種類型的自由意志，也就所謂的「自由否定意志」（free won't）。神經科學家布拉斯（Marcel Brass）與黑格德（Patrick Haggard）於2007年發表在《神經科學期刊》的一項研究支持了這項假說。他們用上與利貝特相似的做法，只不過受試者可以在最後一刻按下按鈕，否決先前的決定。他們發現，腦中有塊稱做左背側中額葉的特別區域，在人進行這種有意的抑制行為時會興奮起來：「結果顯示，人腦負責意向行為的網絡中，有一塊負責自我抑制或克制意向行為的構造。」一些人將以意識抑止無意識狀態下產生做事衝動的能力給稱作「自由否定意志」（free won't）。

## 社會統計與心理學觀點
由社會統計学的概念延伸，一個人的命運是由家庭（包括家庭的社會地位以及父母的教養方式等）、個性與特質、先天資質、婚姻、可掌握之資源、努力與專注之事來決定，而在社会分工發展受限的情況下，婚姻對女性的命運有重大作用。
一個人先天與後天的特質，都被認為對其未來發展造成影響。像例如研究指出，五因素模型中的尽责性与学生的学业成就相关。尽责性水平低与延宕行为密切相关。大量的研究表明，尽责性是在工作场所表现的最好的指标之一；也就是在排除其他因素後，盡責性越高的學生，成績越好，出社會後工作表現也越加；而盡責性越低的人，做事越容易拖延，學生時期成績比較差，出社會後工作表現也較差。事实上，除了一般智力和尽责性之外，五因素模型中的其他四项并不能預測一個人事业的成功。而這也說明了人格特質確實有跟一個人未來的命運相關。
人格特質跟智商都有先天的成分。像例如研究一再顯示，分開養大的同卵雙胞胎的人格特質，常常遠比隨機選定的兩個陌生人還來得更相似；此外，同卵雙胞胎也比異卵雙胞胎來得更相似；不僅如此，有血緣的兄弟姊妹彼此間人格特質的相似度，遠高過領養的兄弟姊妹。所有的這些研究都顯示，人格特質在一定程度上是遺傳的。一篇聚焦於人格特質受遺傳影響的程度（該篇論文認為人格特質大約有一半受遺傳影響）、涉及了973對雙胞胎以研究主觀幸福感受影響的論文發現說五大人格特質的遺傳模型可解釋其觀察到的現象；反過來，領養研究也可直接地測量共享環境因素的效果，領養的兄弟姊妹因為沒有相同的父母之故，因此只共享環境，而不共享遺傳，而多數對領養兄弟姊妹的研究都顯示領養兄弟姊妹在人格特質方面的相似度不超過隨機選擇定的陌生人；換句話說，共享環境因素在成人人格特質方面的影響趨近於零。
一個人的環境，對於他的人格特質及未來發展都會造成影響，像例如曾有研究顯示說雖然一般而言，會選擇從軍的人，其高中時期的經驗開放性、親和性跟神經質會低於平均，也就是人格特質會影響職業選擇；但反過來環境也會影響人格特質，同樣的研究顯示，曾經從軍的人，其親和性會低於未曾從軍的人，且這差異在五年後依舊存在，即使這些人離開軍隊後就讀大學或加入職場也一樣，也就是說，軍隊的環境同樣會影響人格特質。然而會影響一個人人格特質的經歷，不只是軍隊，其他的經歷也會影響一個人的人格特質。像例如說一個人的大學主修也會反映其人格特質，人格特質也會影響大學主修；但另一方面，也有研究顯示大學主修會影響人格特質，一項研究顯示，大學生的主修會影響大三時學生的人格特質。這些研究顯示了教養以外的環境因素會對一個人造成潛在的影響。
然而這不表示父母教養對一個人的命運沒有影響，而實際上不論是對親生子女或養子女，父母教養都可能對子女的命運造成影響。有研究顯示，不論是親生父母或領養父母，其教養都可對子女造成影響，養父母對養子女的教養，一樣會對養子女的將來和福祉造成影響，像例如在收養研究中，雖然不同狀況的養子女，會因其先天因素之故，而出現不同的侵略性和心理健康狀況，但養父母對養子女展現愛與關懷，會減少養子女的未來和福祉出現負面結果的可能；也有研究顯示，養子女的身心狀況會受收養前的因素影響，但養父母對養子女展現特別多的愛與溫暖，對養子女的心理健康發展有正面幫助。也有研究指出，養母的教育水平對養子女的教育水平有些微的影響；近期也有研究指出家長能在子女人格特質之外，獨立地對子女造成長期的影響。